# 弱冷房車

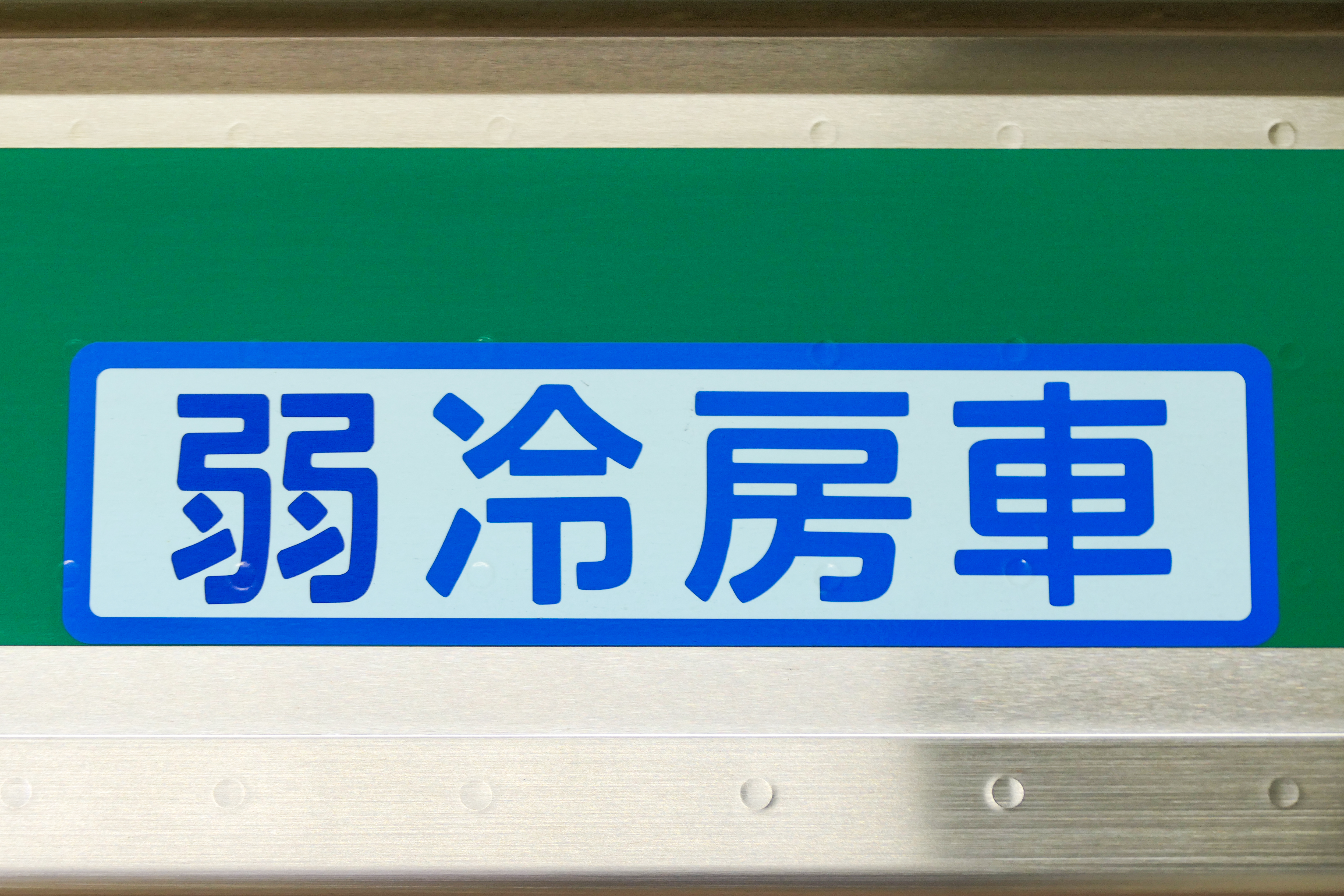
JR東日本の弱冷房車マーク

弱冷房車（じゃくれいぼうしゃ）、弱冷車（じゃくれいしゃ）とは、公共交通機関（特に鉄道）において冷房時の出力を他の車両より弱めた車両のこと。

## 概要

### 日本
日本の鉄道での弱冷房車は1984年夏に京阪電気鉄道で6両編成以上の車両の2両目に導入したのが始まり。なお京阪では2004年までは特急用車両および6000系以降の車両は対象外であったが、2005年に全車種の7両編成以上の編成に拡大した。
その後他社にも拡大し、1編成中に1 - 2両ほど設けられている。編成中の他の車両に比べ、冷房の設定温度を他の車両より概ね1 - 2℃高くしているが、事業者により設定温度は異なる。乗務員がその場で設定を変更することもあり、実際には車両ごとに異なっている。
夏場に男性客よりも薄着が多く冷え性の人が多い女性客を中心に「冷房が効きすぎで寒い」という要望が多かったことから各社で導入が進んだ。
関東地方・東海地方では「弱冷房車」、近畿地方では「弱冷車」と表記することが多い。ただし京阪では関東圏同様に「弱冷房車」という。
事業者によっては季節に関わらず車両に「弱冷房車」の表示をしているが、一年中冷房運転をしているわけでは無く、暖房が必要な冬期などは他の車両と同様の運用が行われている。混雑が著しい場合は弱冷房車でも通常の冷房運転を行う事業者も存在する（近畿日本鉄道など）。
温度センサーの取り付け位置が車両により異なっていることや、日当たりなどの影響で同じ車内でも場所により温度が異なることは避けられないが、車内温度を均一にすることが難しいため、弱冷房車は暑いという苦情が鉄道事業者に寄せられている。
冷房機器の性能や省エネの観点から冷房を強めた「強冷房車」は導入されていない。また鉄道車両の暖房は座席の足元から放熱する方式であり、余熱が残るなど温度調整が困難なことから「弱暖房車」も導入されていない。

### 英語表現について
適切とされる英語表現としては、Mildly air-conditioned carやLightly air-conditioned carなどがある。
日本で見られる、あるいは過去に見られた英語として適切でない表現としては、 1990年代のごく一時期に阪急電鉄や京阪電気鉄道で見られた"WEAK COOL"や、小田急電鉄の"Soft air-conditioned car"が挙げられる。前者は漢字をそのまま英単語に置き換えたもので英語として意味が通じず（weak coolは「弱い涼しい」という意味）、後者は意味は通じるものの英語圏では用いられない表現（和製英語）である。なお、その後阪急ではMild air-conditionedに、京阪もMildly air-conditionedを経て2000年代より阪急と同様にMild air-conditionedに変更している。小田急電鉄もLow-Powered Air Conditioning Carに名称を変更している。

### 言葉の認知度
東芝ライフスタイルが2024年に発表したエアコンには、就寝時など弱い冷房をつけっぱなしにする際に消費電力を低減するモードが採用されたが、名称について社内でアンケートをとったところ、「弱冷房車のイメージでわかりやすい」として「弱冷房モード」と命名された。

### 海外
弱冷房車の導入は日本のほか韓国・中国など一部にしかない。
その理由として多くの国の交通機関では冷房車は一般車よりも運賃設定が高くされているため、乗客が「高い運賃を支払っている以上は冷房がしっかり効いている必要がある」という考え方が背景にある。
中国では「強冷房車」を導入する路線が複数あり、さらに「強冷房」「中冷房」「弱冷房」と3段階を設定する路線（常州地下鉄など）もある。

## 弱冷房車を設定している事業者
以下の鉄道事業者で弱冷房車の設定がされている。

### 東北地方・関東地方
東日本旅客鉄道（JR東日本）
設定温度は概ね27℃（弱冷房車以外は25℃。ただし、京浜東北線・京葉線は24℃、東海道線は26℃）。
10・11両編成の通勤形電車では4号車（概ね西寄りから4両目）に設定されていることが多い（山手線・京浜東北線・中央・総武線各駅停車など）。
- 中央線快速 - 11号車（10両編成は9号車）。
2023年末より4号車から順次9号車に移行。
2024年10月からグリーン車が2両追加されたことにより、車両の位置・設定は変えずに9号車から11号車になった。
- 常磐線快速 - 8号車・14号車。
近郊形電車の常磐線中距離電車と同一の設定である（グリーン車導入以前は4号車に設定されていた。また当初は14号車の設定はなかった）。
- 京葉線 - 14両編成のE331系では6号車に設定されていた。
- 相模線 - 橋本寄りから2両目の3号車。
- 横浜線 - 八王子寄りから4両目の5号車。
- 埼京線 - 9号車。
相鉄・JR直通線の開業に伴い、相模鉄道と合わせる形で2019年11月30日から変更。

10・11両編成の近郊形電車では4号車にグリーン車が連結されている関係上、8号車（概ね西寄りから8両目）に設定されていることが多い（東海道線・伊東線・横須賀・総武快速線・湘南新宿ラインなど）。
- 宇都宮線（東北線）・高崎線 - 8号車（かつて運用されていた211系は13号車にも設定されていた）。
- 常磐線 - 8号車・14号車。（5両編成の場合は4号車）（415系1500番台は3号車）
- 仙石線 - 石巻寄りから2両目の3号車。

東武鉄道（東武）
設定温度は28℃（弱冷房車以外は26℃）。
- 伊勢崎線・日光線・野田線
  - 東武車両・東京メトロ車両（日比谷線直通） - 浅草・柏寄りから3両目のn両編成n-2号車 (4≦n≦10)、久喜・南栗橋寄りから2両目の2号車（10両編成）。
4～10両編成の車両に設定。2両編成の車両のみで組成された列車の場合、弱冷房車はない。
  - 東京メトロ車両（半蔵門線直通）・東急車両 - 久喜・南栗橋寄りから2両目の2号車。
- 東上線 - 池袋寄りから2両目の7号車（東京メトロ車両・東急車両・横浜高速車両の8両編成）・9号車（10両編成）。
6・8・10両編成の車両に設定。2・4両編成の車両のみで組成された列車の場合、弱冷房車はない。

西武鉄道（西武）
1988年6月1日に登場。設定温度は28℃（弱冷房車以外は26℃）。特急形車両には設定されず、通勤形車両による座席指定列車では弱冷房車設定が解除される。
配置は原則として、6両以上の編成で2号車に設定され、2・4両編成の車両には設定されない。短編成を併結して列車を組成する場合があるため、車種によっては位置が不定（あるいは設定なし）となる。
例外として、101系・9000系のワンマン車（4両編成）では3号車に設定されるほか、地下鉄直通用車両（10両編成）では直通先に合わせて9号車に設定される（2013年3月より）。
主要な具体例を以下に列挙する。なおこれ以外にも、狭山線や多摩湖線に通常の4両編成が入ったり、逆に西武園線にワンマンの4両編成が入るような事例も稀に存在する。
- 池袋線系統（池袋線・西武秩父線・西武有楽町線・豊島線・狭山線） - 飯能・豊島園・西武球場前寄りが1号車である。飯能 - 西武秩父間では車両の方向が逆となる。
  - 101系車両（狭山線で運用、4両編成） - 狭山線内で西所沢寄りから2両目の3号車。
  - 4000系車両（飯能 - 西武秩父間、4・8両編成） - 設定なし。
8両編成は4両+4両の組成である。
  - 地上専用の自社車両（8・10両編成） - 飯能・豊島園・西武球場前寄りから2両目の2号車（組成によっては4号車）。
30000系の10両編成は2両編成と8両編成によって組成している場合があり、この場合4号車となる。
  - 地下鉄対応の自社車両（10両編成） - 池袋・小竹向原寄りから2両目の9号車。
6000系の一部と40000系がこれにあたる。
  - 東京メトロ車両・東急車両・横浜高速車両（8・10両編成） - 小竹向原寄りから2両目、7号車もしくは9号車。
- 新宿線系統（新宿線・拝島線・多摩湖線・国分寺線・西武園線） - 西武新宿寄りが1号車である。国分寺線・西武園線では東村山・西武園寄りが1号車となる（以前は国分寺寄りが1号車だったが、2019年3月より逆転）。
  - 西武園線4両編成（2000系） - 設定なし。
  - 9000系車両（多摩湖線、4両編成） - 多摩湖寄りから3両目の3号車。
  - 40000系車両（10両編成） - 本川越・拝島寄りから2両目の9号車。
池袋線と車両を共用しているためこの位置となる。
  - その他の場合（6・8・10両編成） - 西武新宿寄りから2両目の2号車（組成により2・4・6号車のいずれかまたは設定なし）。
2000系では複数の編成（2・4・6・8両編成が存在する）を組み合わせて組成している場合があるため位置が不定である（6両以下では稀）。
- 多摩川線 - 是政寄りが1号車である。
  - 101系車両（4両編成） - 是政寄りから2両目の3号車。

京浜急行電鉄（京急）・京成電鉄（京成）・北総鉄道
設定温度は京急車が28℃、京成車・北総車が27℃（弱冷房車以外はそれぞれ、弱冷房車の温度から2℃低い温度）。
- 浦賀寄りから3両目[13][14]（京急車と京成松戸線用（元新京成車）[15]は全編成、松戸線用を除く京成車・北総車は8両編成のみ）、7両目（京急車の8両編成のみ）[16]。
京急では2011年の東日本大震災及び福島第一原発事故に伴う夏の電力不足により発令された電力使用制限令に対応し、6月下旬から弱冷房車を増設[17]、電力制限令の解除後もそのまま運用されている[18]。

京王電鉄（京王）
1994年夏から設定。設定温度は28℃（弱冷房車以外は26℃）。
- 京王八王子・橋本・府中競馬正門前・高尾山口・吉祥寺寄りから3両目の3号車。
  - 2両編成や4両編成、および4両編成+2/4両編成で組成された列車には連結されない。

小田急電鉄（小田急）
設定温度は28℃（弱冷房車以外は26℃）。
- 小田急車 - 小田原・藤沢・唐木田寄りから2両目の2号車[21]。
4両編成以外の車両に設定。4両編成を2本組み合わせた8両編成の列車では弱冷房車の設定はない。
- 東京メトロ・JR車 - 唐木田寄りから4両目の4号車。

東急電鉄・横浜高速鉄道
設定温度は28℃（弱冷房車以外は25℃から26℃）。
- 東横線・みなとみらい線 - 元町・中華街寄りから2両目の7号車（8両編成）・9号車（10両編成）。
2013年3月16日の東京メトロ副都心線への乗り入れ開始に伴うダイヤ改正に合わせ、元町・中華街寄りから3両目の6号車（当時は8両編成のみ在籍）から、副都心線乗り入れ各社と同じ位置に変更された[23]。
- 目黒線 - 日吉寄りから3両目の4号車。
- 田園都市線 - 渋谷寄りから2両目の2号車、中央林間寄りから3両目の8号車（東武車両のみ）
- 大井町線 - 大井町寄りから2両目の2号車。
- 池上線・東急多摩川線 - 編成中央の2号車。
- こどもの国線・世田谷線 - 設定なし。

東京地下鉄（東京メトロ）・東葉高速鉄道・埼玉高速鉄道
乗り入れ先の各線と同じ位置にあるものが多い。設定温度は28℃（弱冷房車以外は26℃）。
- 銀座線・丸ノ内線 - 設定なし。
- 日比谷線 - 中目黒寄りから3両目の5号車。
- 東西線・東葉高速線 - 西船橋・東葉勝田台寄りから4両目の4号車。
- 千代田線
  - メトロ車・JR車両 - 代々木上原寄りから4両目の4号車。北綾瀬 - 綾瀬間のみで運用される3両編成は設定なし。
  - 小田急車 - 代々木上原寄りから2両目の2号車。
- 有楽町線・副都心線 - 新木場・元町・中華街寄りから2両目の7号車（8両編成）・9号車（10両編成）。
- 半蔵門線 - 押上・久喜寄りから2両目の2号車、渋谷・中央林間寄りから3両目の8号車（東武車両のみ）。
- 南北線・埼玉高速線 - 目黒・日吉寄りから3両目の4号車。

東京都交通局（都営地下鉄）
大江戸線以外の設定温度は28℃（弱冷房車以外は25℃）、大江戸線は24℃（弱冷房車以外は22℃）。。
- 浅草線 - 西馬込・浦賀寄りから3両目（全車両）、7両目（京急車両のみ）。
- 三田線 - 日吉寄りから3両目の4号車。
- 新宿線 - 京王八王子寄りから3両目の3号車。
- 大江戸線 - 外回り・光が丘寄りから4両目の5号車。
- 日暮里・舎人ライナー - 中央の車両となる3号車。

首都圏新都市鉄道（つくばエクスプレス）
設定温度は28℃（弱冷房車以外は26℃）。
- つくば寄りから3両目の3号車。

東京モノレール
- 東京モノレール羽田空港線 - モノレール浜松町寄りから2両目の2号車、羽田空港第2ターミナル寄りから2・3両目の4号車・5号車。
2011年夏の電力不足による電力制限令に対応し、同年以降編成中1両から3両に増設された[26]。全列車6両編成のうち半数の3両が弱冷房車となり、編成における弱冷房車の比率が日本で一番高い構成になっている。

相模鉄道（相鉄）
設定温度は27℃（弱冷房車以外は25℃）。
- 海老名・湘南台寄りから2両目の7号車（8両編成）・9号車（10両編成）。かつては横浜寄りから4両目の4号車にも設定があったが、2017年5月15日から取りやめとなった。

横浜市交通局（横浜市営地下鉄）
設定温度は28℃（弱冷房車以外は27℃）。
- ブルーライン - あざみ野寄りから2両目の5号車。
- グリーンライン - 日吉寄りから2両目の3号車。

横浜シーサイドライン
2007年9月1日設定。
- 金沢シーサイドライン - 金沢八景寄りから2両目の2号車。

### 東海地方
東海旅客鉄道（JR東海）
- 中央線の列車（315系8両固定編成）のうち、名古屋寄りから2両目の2号車。
- 東海道・山陽新幹線の「ひかり」号（N700系・N700S系16両編成）における一部列車のうち、博多寄りから3両目の3号車。2025年8月に試験実施[29]。

名古屋鉄道（名鉄）====
- 一部特別車特急（1200系・2200系）6両編成の、岐阜寄りから3両目（2両の一般車を岐阜寄りに連結した8両編成では5両目）の4号車。
- 温度は概ね一般車＋2℃に設定

遠州鉄道====
- 新浜松寄りの先頭車。

### 近畿地方
西日本旅客鉄道（JR西日本）
設定温度は弱冷房車かどうかに関係なく概ね27℃。
線区によらず、概ね車両の編成両数によって設定されている。複数の編成によって組成された列車の場合、各編成毎に弱冷車が存在する。

2018年5月7日の始発列車より、以下の位置に設定されている。
- 4両編成の車両 - 2号車（概ね西寄りの2両目）
- 6・7・8両編成の車両 - 前・後からそれぞれ2両目（8両の場合、2・7号車）
4両編成と8両編成を併結する12両編成の新快速では、うち3両が弱冷車となる。また、6両編成同士を併結した12両編成の快速では、うち4両が弱冷車となる。

近畿日本鉄道（近鉄）
設定温度は28℃（弱冷房車以外は26℃）。なお、近鉄特急には弱冷房車の設定がない。
- 奈良・橿原神宮前・鳥羽・吉野寄りから2両目の2号車（南大阪線は3号車）。
4・6両編成の車両に設定。そのため、2・3両編成のみで組成された列車（主に南大阪線の準急）では、弱冷房車は設定されない。一方、4・6両編成によって組成された8・10両編成の列車の場合、各編成毎に弱冷房車が存在する。
難波線・奈良線に乗り入れている阪神車両は6両編成のみに設定しているため、8・10両編成であっても大阪難波・神戸三宮寄りから2両目のみが弱冷房車となる。また、京都市営地下鉄烏丸線の車両（6両編成）には弱冷房車そのものが設定されていない。
- けいはんな線：長田・夢洲寄りから5両目の車両2号車。当初は近鉄車両のみ設定していたが、2019年よりOsaka Metro車両でも実施された。

南海電気鉄道（南海）・泉北高速鉄道
設定温度は28℃（弱冷房車以外は26℃）。
- 難波寄りから3両目の4号車（6両編成）・2号車（4両編成）。
4・6両編成の車両に設定。2両編成の車両のみで組成された列車の場合、弱冷車は設定されない。4両編成の車両のみで組成された8両編成の列車の場合、各編成に弱冷車が設定される。
- 8両固定編成である（旧）泉北高速5000系は、難波寄りから3両目6号車のと7両目の2号車の2箇所に設定。

京阪電気鉄道（京阪）
設定温度は28℃（弱冷房車以外は24℃から26℃）。
- 出町柳寄りから2両目の2号車。
7・8両編成（設定当時は6両編成にも設定[1]。また、2004年までは特急車と6000系以降は対象外）の車両に設定。

阪急電鉄（阪急）
設定温度は27℃（弱冷房車以外は26.5℃）。
- 神戸・宝塚・京都寄りから2両目の7号車（7両編成は6号車）。6両編成以上は大阪寄りから2両目の2号車にも設定。
3・4両編成は1両に、6・7・8両編成は2両に設定。2両編成の車両には設定されていない。

阪神電気鉄道（阪神）
設定温度は28℃（弱冷房車以外は27℃）。
- 元町・姫路寄りから2両目の5号車（特急・急行）・3号車（普通）。

山陽電気鉄道（山陽）
- 3・4両編成：西代・神戸三宮寄りから2両目の2号車。
- 6両編成：姫路寄りから2両目の5号車（阪神の車両と同じ）。

大阪市高速電気軌道（Osaka Metro）・北大阪急行電鉄（北急）
1編成が6両以上で運用されている路線で、2019年6月中旬より順次実施。他の冷房車より1〜2℃高く設定。
- 御堂筋線・南北線（10両編成）：なかもず寄りから4両目の4号車。
- 堺筋線（8両編成）：両先頭車両からともに2両目の2号車・7号車（2両設定）。相互直通運転で乗り入れ先の阪急線で既に導入されていた弱冷房車の設定に合わせているため、8両編成で2両を設定。
- 谷町線、中央線、四つ橋線（6両編成）：谷町線は大日寄りから2両目の5号車、中央線は相互直通運転で乗り入れ先の近鉄線で既に導入されていた弱冷房車の設定に合わせているため長田寄りから2両目の2号車、四つ橋線は西梅田寄りから2両目の5号車。

### 中国・四国地方
伊予鉄道
中国・四国地方で唯一の弱冷房車の設定となる。設定温度は28℃（弱冷房車以外は26℃）。
- 高浜線・横河原線・郡中線 - 3000系と7000系の横河原寄りの先頭車[32]。（610系と700系は設定なし）

### 九州地方
西日本鉄道（西鉄）
設定温度は27℃（弱冷房車以外は25℃）。
- 天神大牟田線・太宰府線 - 各編成の大牟田寄りの先頭車の1号車（3000形2両編成・7000形・7050形は設定なし）。
  - 複数の編成によって組成された列車の場合、複数の弱冷房車が存在する。

福岡市交通局・JR九州
- 空港線・箱崎線・筑肥線 - 福岡空港・貝塚寄りから3両目の4号車。
- 七隈線 - 天神南寄りから2両目の3号車。

### ソウル首都圏
ソウル交通公社
- 首都圏電鉄1号線・3号線・4号線 - 4号車と7号車に設定[34]
- ソウル交通公社5号線・6号線・7号線 - 4号車と5号車に設定[34]
- ソウル交通公社8号線 - 3号車と4号車に設定[34]

空港鉄道
- 仁川国際空港鉄道 - 一般列車の4号車に設定[35]

### 大邱広域市・慶尚北道
大邱交通公社
- 1号線・2号線 - 2号車に設定[34]

### 釜山広域市・慶尚南道
釜山交通公社
- 1号線・2号線 - 2号車に設定[34]

### 北京地下鉄
- 北京地下鉄1号線など－2023年6月より設定、中国語で「弱冷车厢」と標記される。